# 宁旻
宁旻（1969年—）是一位中国企业家，联想控股股份有限公司董事长。

## 生平
1997年1月获得中国人民大学经济学学士学位，2001年10月获得中国人民大学工商管理硕士学位。1991年加盟联想，曾任联想控股的执委会成员和首席财务官，现任联想控股股份有限公司董事长。历任联想控股总裁助理、助理总裁兼董事会秘书、副总裁、高级副总裁兼首席财务官、执行董事、董事长。宁旻亦担任君联资本、弘毅投资、联想之星、东航物流、佳沃集团、联泓新材料等公司董事。
2019年12月18日，联想控股发公告宣布董事长柳传志退休，由宁旻接任联想控股董事长。